# Sosialistisk Ung
Sosialistiskt Ungmannafelag (SU), oftest kaldet Sosialistisk Ung, er ungdomsorganisation for Javnaðarflokkurin, det socialdemokratiske parti på Færøerne. Organisationen blev stiftet i 1965, og er medlem af International Union of Socialist Youth (IUSY). Formand for SU siden 2020 er Herborg Heidiardóttir Gaardlykke fra Miðvágur som efterfulgte Rói Dam Dalsgarð (2018-2020) fra Torshavn, og Karin Reginsdóttir Joensen (2017-2018) fra Torshavn, og Barbara Gaardlykke Apol (2015-2017) fra Torshavn, og Oda Kjartansdóttir Strøm (2014-2015) fra Vágur, og John av Reyni (2012-2014) fra Torshavn, Sunneva Mohr (2011-2012) fra Lambi og Bergur A. Dalsgarð (2009-10) fra Velbastaður.